# Ulrich Gäbler

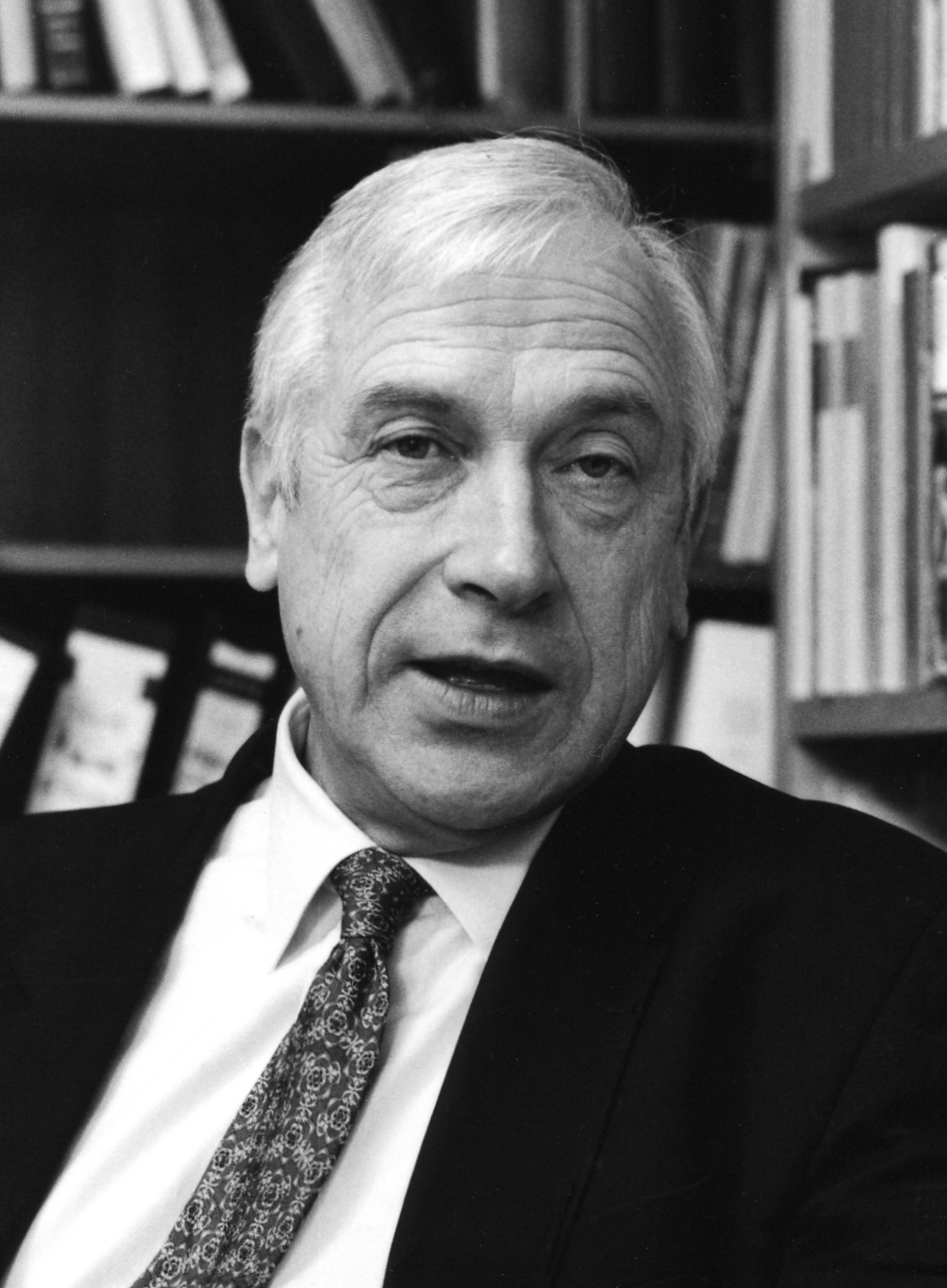
Ulrich Gäbler

 Karl Ulrich Gäbler (* 3. September 1941 in Villach, Kärnten) ist ein österreichischer evangelischer Theologe und Kirchenhistoriker. Seine Forschungen gelten insbesondere der Reformation und Gegenreformation in der Schweiz und in Deutschland sowie dem Pietismus und den Frömmigkeitsbewegungen des 19. und 20. Jahrhunderts in Europa und in den Vereinigten Staaten von Amerika in Form von Erweckungsbewegungen, Evangelikalismus, Fundamentalismus und Réveil. In hochschulpolitischen Gremien förderte er die Hochschulreformen in der Schweiz, in Österreich und in Deutschland und publizierte dazu einschlägige Beiträge.

## Leben
Ulrich Gäbler ist gebürtiger Österreicher und wuchs als einer von vier Söhnen des Holzkaufmanns Gerhardt Gäbler (1907–1974) und dessen Ehefrau Erna Gäbler, geborene Herrlich (1909–1996), in Fürnitz im Kärntner Gailtal auf. Sein Großvater Hermann Gäbler (1867–1918) arbeitete 1891–1916 als deutscher Missionar der Leipziger Mission in Tamil Nadu, Indien. Sein Vater Gerhardt Gäbler war Direktor der Firma Katz & Klumpp in Fürnitz und anschließend Rechnungsprüfer der Evangelisch-Lutherischen Kirche in Österreich, deren Synode er schon vorher als Synodaler angehört hatte. So wurde Ulrich Gäbler geprägt von globalem und christlichem Denken. Die Weite seines Denkens beschrieb er im Jahr 2006 so: Meine Eltern waren selber nach Österreich eingewandert, und so war für mich von Kindheit an der Blick auf ein anderes Land einerseits und das Relativieren des Landes, in dem ich wohne, andererseits vertraut. Ich habe immer im Bewusstsein gearbeitet, dass eine Universität nie nur einer Stadt, einer Region oder einem Land gehört, sondern immer auch einer weltumspannenden Gemeinschaft.
Nach der Reifeprüfung am Bundesrealgymnasium (heute Peraugymnasium) in Villach im Jahr 1959 und dem Militärdienst im österreichischen Bundesheer studierte er 1960–1965 evangelische Theologie an den Universitäten Wien und Zürich. Er beendete sein Studium in Wien mit dem Examen pro candidatura. Im Herbst 1965 immatrikulierte er sich erneut an der Zürcher Universität und arbeitete ab 1966 bei den Professoren Fritz Blanke und Fritz Büsser als Assistent für Kirchengeschichte und 1970–1979 als Oberassistent am Institut für Schweizerische Reformationsgeschichte an der Universität Zürich mit der Hauptaufgabe, die Herausgabe des Briefwechsels von Heinrich Bullinger (1504–1575) vorzubereiten und die ersten beiden Bände (umfassend die Jahre 1524 – 1532)  zusammen mit Endre Zsindely, Kurt Maeder und Matthias Senn herauszugeben.
Im Jahr 1970 wurde er an der Universität Zürich mit der Dissertation Die Kinderwallfahrten aus Deutschland und der Schweiz zum Mont-Saint-Michel 1456–1459. zum Doktor der Theologie promoviert. Als Gastwissenschaftler arbeitete er 1971/72 in Princeton in dem US-amerikanischen Staat New Jersey an seiner Habilitationsschrift Huldrych Zwingli im 20. Jahrhundert. Forschungsbericht und annotierte Bibliographie 1897–1972. 1973 habilitierte er sich an der Zürcher Universität für das Fach Allgemeine Kirchen- und Dogmengeschichte.
Von 1979 bis 1989 wirkte er als ordentlicher Professor für Kirchengeschichte an der Freien Universität Amsterdam. 1986 lehrte er als Gastprofessor für Geschichte des Christentums an der Harvard University in Cambridge, USA. Seine Auslandserfahrungen bestärkten ihn in der ihm wichtigen komparatistischen Arbeitsweise. Von 1989 bis 1998 war er Ordinarius für Neuere Kirchengeschichte und Dogmengeschichte an der Universität Basel.
Seit 1996 gehörte er dem Rektorat der Basler Universität an, von 1998 bis 2006 als vollamtlicher Rektor. Nachdem die Universität 1996 aus der staatlichen Verwaltung herausgelöst und in die Selbständigkeit entlassen worden war, gehörten zu seinen Aufgaben die Entwicklung und Durchsetzung ihrer Reorganisation sowie die Modernisierung von Lehre und Forschung. Die zügig vorangetriebene und tief greifende Universitätsreform führte dazu, dass die Basler Universität im Ausland Modelluniversität genannt wurde. Die Einschätzung seiner Rektorentätigkeit brachte 2000 seine Ernennung zum Vorsitzenden des Universitätsrates der Universität des Saarlandes und 2003 seine Ernennung zum Mitglied des Universitätsrates der Leopold-Franzens-Universität Innsbruck, dem er bis 2008 angehörte. Als Experte und Berater hat er wesentlich zur Neufassung des Universitäts- und Hochschulgesetzes seines Heimatlandes Österreich beigetragen. Im Jahr 2006 ist er deshalb vom österreichischen Bundespräsidenten mit dem Großen Goldenen Ehrenzeichen für Verdienste um die Republik Österreich ausgezeichnet worden.
Seit dem 1. Oktober 2006 befindet sich Ulrich Gäbler im Ruhestand, den er in seiner Wahlheimat Schweiz in Riehen bei Basel und in seinem Geburtsland Österreich in dem Dorf Görtschach im Gailtal verbringt. Er ist verheiratet mit der evangelischen Pfarrerin i. R. und Buchautorin Christa Gäbler-Kaindl und hat mit ihr drei erwachsene Kinder.

## Werk
Ulrich Gäblers Zwinglidarstellung ist sein wichtigster Beitrag zur Schweizer Reformationsgeschichte. Sie lässt übrigens seine kirchenhistorische Arbeitsweise erkennen: er bietet eine problemorientierte Einführung in Zwinglis Theologie und bringt Persönlichkeit und Handeln des Reformators in den Zusammenhang der damaligen politischen, sozialen und kirchlichen Entwicklungen. „In allen Bereichen … erweist sich Gäbler als souveräner Kenner der Materie und des Forschungsstandes“, urteilte der Zürcher Historiker und Redaktor der Zeitschrift Zwingliana, Helmut Meyer, 1987.
In ähnlicher Weise hat Ulrich Gäbler in seinem Buch Auferstehungszeit sechs Erweckungsprediger des 19. Jahrhunderts und deren Umwelt erfasst und damit Wesen und Gestalt von Erweckung und Evangelikalismus genauer beschrieben. Seine Haupteinsicht besteht darin, dass diese Bewegungen keineswegs aus einem Widerspruch gegen Aufklärung und Moderne erklärt werden können, sondern vielmehr selbst mehr als bisher angenommen an der Aufklärung und der Moderne Anteil haben. Das Buch ist „forschungsgeschichtlich ein Markstein …“ und hat „die Forschung … auf ganz neue Bahnen gelenkt“ urteilte der Tübinger Kirchenhistoriker Joachim Mehlhausen 1997 in der Theologischen Rundschau.
Ulrich Gäbler beschrieb die Höhepunkte seiner eigenen akademischen Karriere im Rückblick folgendermaßen: „Ich will gerne gestehen, dass das Bestehen des Doktorexamens an der Zürcher Universität, und zwar am selben Tag als in Basel der grosse Theologe Karl Barth zu Grabe getragen wurde, ein besonderes Erlebnis war, ebenso meine Antrittsrede, als ich in Amsterdam Professor wurde. Akademisch gefreut hat mich auch, als mich die Universität Harvard als Gastprofessor einlud. Als Rektor erlebte ich einen bewegenden Moment, als ich in einem Taxi fuhr und mich der Taxifahrer, es war ein Kurde, vor dem Kollegienhaus fragte, was ich denn hier mache. Als ich es ihm erklärte, antwortete er: ‚Mein Rektor bezahlt nichts‘ – er war ein Student von uns. Das war ein besonderes Erlebnis.“

## Mitgliedschaften und Vorsitzender
- Von 1986 bis 2009: Historische Kommission zur Erforschung des Pietismus[15]
- Von 2000 bis 2013: Vorsitzender des Universitätsrates der Universität des Saarlandes
- Von 2003 bis 2006: Kuratorium der Universität Bonn
- Von 2006 bis 2013: Vorsitzender des Wissenschaftlichen Beirates der Evangelisch-Theologischen Fakultät der Universität Wien

## Ehemalige Assistenten
- 1989–1993 Thomas K. Kuhn,[16] Professor für Kirchengeschichte an der Universität Greifswald
- 1993–1997 Martin Sallmann, Professor an der Universität Bern.

## Ehrungen
- 22. November 1996: Theologische Ehrendoktorwürde der Károli-Gáspár-Universität der Reformierten Kirche in Budapest
- 13. November 2006: Großes Goldenes Ehrenzeichen für Verdienste um die Republik Österreich[17]
- 2006: Wolfgang-Paul-Medaille der Universität Bonn[Anm. 1]

## Veröffentlichungen (Auswahl)
Selbständige Veröffentlichungen
- Die Kinderwallfahrten aus Deutschland und der Schweiz zum Mont-Saint-Michel 1456–1459. Zürich, Diss. theol. 1968; auch in: Zeitschrift für Schweizerische Kirchengeschichte 63, 1969, S. 221–231 doi:10.5169/seals-129267.
- Huldrych Zwingli im 20. Jahrhundert. Forschungsbericht und annotierte Bibliographie 1897–1972. 1975.
- Huldrych Zwingli. Eine Einführung in sein Leben und sein Werk. C.H. Beck´sche Verlagsbuchhandlung 1983, ISBN 3-406-09594-1, 2. Aufl. 1985, 3. Aufl. 2004.
- Vernunft, Moral, Bekehrung. Die Erweckungspredigt von Charles Grandison Finney in Nordamerika 1824–1832. 1980.
- „Auferstehungszeit“. Erweckungsprediger des 19.Jahrhunderts. Sechs Porträts. 1991. (Portugiesische Ausgabe zusammen mit Marlon Ronald Fluck: Tempo de despertar: pregardores do reavivamento do século XIX, Curitiba, Brasilien, 2015).
- Religion und Schweizerische Eidgenossenschaft. Rektoratsrede, 1998.
- Die Universität ist keine Dressuranstalt. Rektoratsrede, 1999.
- Wissenschaft als Dialog. Rektoratsrede, 2000.
- Die Basler Universität im Wandel. Ein Zustandsbericht. Rektoratsrede, 2001, ISBN 3-7965-1487-1.
- Zeiten des Endes – Ende der Zeiten. Rektoratsrede, 2002.
- Hochschulmedizin wohin? Die Medizinische Fakultät in der Universität. Rektoratsrede, 2004.
- Wiederkehr der Religionen? Rektoratsrede, 2005.
- „Ein Missionarsleben“. Hermann Gäbler und die Leipziger Mission in Südindien (1891–1916). Evangelische Verlagsanstalt GmbH, Leipzig 2018.
- Aufbrüche. Ausgewählte Aufsätze zur Geschichte des europäischen und amerikanischen Protestantismus. Zum 80. Geburtstag hg.v. Thomas K. Kuhn und Martin Sallmann, Evangelische Verlagsanstalt GmbH, Leipzig 2022.
- (Hrsg., mit anderen) Kirchengeschichte in Einzeldarstellungen, 1992–2013.
- (Hrsg., mit anderen) Heinrich Bullinger, Briefwechsel, Bd. 1 und 2, 1973/1982.
- (Hrsg., mit anderen) Secularisatie in theologisch perspectief, 1988.
- (Hrsg., mit anderen) Geschichte des Pietismus, 4 Bände, 1995–2003.
- (Hrsg., mit anderen) Angst und Hoffnung. Grunderfahrungen des Menschen im Horizont von Religion und Theologie, 1997.

Aufsätze und Beiträge in Zeitschriften und Sammelwerken
- Der junge Bullinger und Luther. In: Lutherjahrbuch, Jg. 42 (1975), S. 131–140.
- Die Anfänge der Erweckungsbewegung in Neu-England und Jonathan Edwards 1734/1735. In: Theologische Zeitschrift 34, 1978, S. 95–104.
- Der „Kinderkreuzzug“ vom Jahre 1212. In: Schweizerische Zeitschrift für Geschichte, Bd. 28, 1978, S. 1–14 (E-Periodica.ch).
- Consensus Tigurinus. In: Theologische Realenzyklopädie (TRE), Bd. 8, 1981, S. 189–192.
- Heinrich Bullinger. In: Gestalten der Kirchengeschichte, Bd. 6, 1981, S. 197–209.
- Johannes Bünderlin. In: Bibliotheca dissidentium, Bd. 3, 1982, S. 9–42.
- Luthers Beziehungen zu den Schweizern und Oberdeutschen von 1526 bis 1530/1531. In: Leben und Werk Martin Luthers von 1526 bis 1546. 1983. 2. Aufl. 1985, S. 481–496 und 885–891.
- Huldrych Zwingli in zijn milieu. In: Nederlands Archief voor Kerkgeschiedenis, Jg. 64 (1984), S. 111–122.
- Zur Verbreitung des Zwinglianismus in den Niederlanden und der Fall Caspar Coolhaes 1581/1582. In: Zwingli und Europa. 1985, S. 217–236.
- Arbeid en vrije tijd in de Middeleeuwen. In: Werken: zin of geen zin, twaalf theologische visies op arbeid. 1986, S. 51–61.
- Erweckungsbewegung. In: EKL³, Band 1 (1986), Spalte 1081–1088.
- Philipp Schaff in Chur, 1819–1834. Herkunft, Jugendjahre und geistiges Umfeld des späteren amerikanischen Theologen. In: Zwingliana Jg. 18 (1989), S. 143–165 (Englisch, gekürzt: Philip Schaff at Chur, 1819–1834. In: Probing the Reformed Tradition. Historical Studies in Honor of Edward A. Dowey. 1989, ISBN 0-664-21916-0, S. 408–423).
- Erweckung im europäischen und amerikanischen Protestantismus. In: Pietismus und Neuzeit, 15,1989, S. 24–39.
- Die Basler Reformation. In: Theologische Zeitschrift, Jg. 47 (1991), S. 7–17.
- Die Frage nach der Kirche in „pietistischen“ Bewegungen des 19.Jahrhunderts. In: Der Pietismus in seiner europäischen und aussereuropäischen Ausstrahlung. 1992, S. 145–160.
- The Swiss: A Chosen People? In: Many Are Chosen. Divine Election and Western Nationalism. 1994, ISBN 0-8006-7091-4, S. 257–276.
- Johannes Oekolampad. In: Theologische Realenzyklopädie, Bd. 25, 1995, S. 29–39.
- Die Universität steht zunehmend im Wettbewerb. In: Basler Zeitung, 22. September 1995, S. 43.
- „Hoffen auf bessere Zeiten“. Daseinsangst und Zukunftssehnen der Pietisten. In: Angst und Hoffnung. Grunderfahrungen des Menschen im Horizont von Religion und Theologie. 1997, ISBN 3-17-014406-5, S. 105–121.
- Schweiz. In: Theologische Realenzyklopädie, Bd. 30, 1999, S. 682–712.
- Evangelikalismus und Réveil. In: Der Pietismus im neunzehnten und zwanzigsten Jahrhundert. Geschichte des Pietismus. Band 3, 2000, ISBN 3-525-55348-X, S. 27–84.
- Melanchthon und die Schweiz, in: Der Theologe Melanchthon, 2000, S. 227–242.
- Ulrich Gäbler (Mit Konrad Osterwalder): Ein neues Gesicht für die europäische Hochschullandschaft. Der Bologna-Prozess und die Studienreform in der Schweiz. In: Neue Zürcher Zeitung, 16. November 2001, S. 85.
- Geschichte, Gegenwart und Zukunft. In: Glaubenswelt und Lebenswelten. Geschichte des Pietismus, Bd. 4, 2004, 19–48.
- Universität als Unternehmen? In: Die Idee der Universität heute. 2005, S. 151–158.
- Ulrich Gäbler: Erweckungsbewegungen. In: Historisches Lexikon der Schweiz.
- Eine Basler Dedikation von 1632. Stadtpfarrer Theodor Zwinger widmet Stadtarzt Matthias Harscher eine Plato-Ausgabe. In: Theologische Zeitschrift, Jg. 65 (2009), Sonderheft: Versöhnung und Wandel. Reconciliation and Transformation. Festschrift für Martin Anton Schmidt zum 90.Geburtstag, hrsg. von Meehyun Chung und Reiner Jansen, S. 147–153.
- Huldrych Zwinglis politische Theologie. In: Matthias Freudenberg, Georg Plasger (Hrsg.): Kirche, Theologie und Politik im reformierten Protestantismus. Neukirchen-Vluyn 2011, S. 9–25.
- Marodierende Soldaten und rebellierende Bauern. Der englische Diplomat Thomas Cranmer berichtet um 1532 aus Villach. In: Neues aus Alt-Villach, 50. Jahrbuch 2013, S. 133–151.
- „Tut um Gottes willen etwas Tapferes.“ Ermutigt Zwingli mit diesem Aufruf die Zürcher zum Krieg? In: Archiv für Reformationsgeschichte, Jg. 113 (2022), S. 137–167.